# Kōki Shimosaka
Kōki Shimosaka (japanisch 下坂 晃城 Shimosaka Kōki; * 25. September 1993 in Kitakyushu) ist ein japanischer Fußballspieler.

## Karriere
Shimosaka erlernte das Fußballspielen in der Schulmannschaft der Higashi Fukuoka High School und der Universitätsmannschaft der National Institute of Fitness and Sports in Kanoya. Seinen ersten Vertrag unterschrieb er 2016 bei Avispa Fukuoka. Der Verein aus Fukuoka spielte in der höchsten Liga des Landes, der J1 League. Am Ende der Saison 2016 stieg der Verein in die zweite Liga ab. 2018 wurde er an den Zweitligisten FC Machida Zelvia ausgeliehen. Nach der Ausleihe wurde er im Februar 2020 fest von Machida unter Vertrag genommen. Nach insgesamt 29 Zweitligaspielen nahm ihn im Januar 2021 der Zweitligaaufsteiger Blaublitz Akita unter Vertrag.